# Das Comeback
Das Comeback (Originaltitel: Cinderella Man) ist ein Golden-Globe- und dreifach Oscar-nominierter Spielfilm des Regisseurs Ron Howard und basiert auf der wahren Geschichte des Boxers Jim Braddock, der als Boxer vor der großen Wirtschaftsdepression die Spitznamen „The Bulldog of Bergen“ und „Pride of the Irish“ trug, im Zuge seines sensationellen Comebacks 1933–1935 von der Presse jedoch den Namen „Cinderella Man“ erhielt.

## Handlung
Es ist das Jahr 1928: James J. Braddock ist ein erfolgreicher irisch-US-amerikanischer Boxer im Halbschwergewicht aus New Jersey. Seine Landsleute nennen ihn „The Bulldog of Bergen“. Er, seine Frau Mae und ihre drei Kinder Jay, Howard und Rosie, leben in einer kleinen Villa im Großraum New York. 
Ein paar Jahre später, während der Großen Depression, lebt die Familie nicht mehr in der Villa, sondern in einer armseligen Einzimmerwohnung. Es ist das Jahr 1933 und Braddock versucht, seine Familie als Dockarbeiter im Tageslohn und durch akzidenzielle Boxkämpfe über die Runden zu bringen. Aufgrund finanzieller Probleme sieht er sich gezwungen, trotz eines noch nicht verheilten Bruches seiner rechten Hand einen Kampf anzunehmen. Nachdem er sich die Hand bei einem Schlag bricht, versucht er bis zum Schlussgong durch Klammern zu überstehen. Das Publikum buht ihn aus, der Boxveranstalter entzieht ihm die Lizenz als Berufsboxer.
Braddock tarnt den weißen Gips der gebrochenen Hand, indem er ihn mit schwarzer Schuhcreme einschmiert, um weiterhin eine Chance zu haben, um an den Toren der Docks für den einen oder anderen Tag als Ent- und Belader ausgewählt zu werden.
Es ist Winter, das Essen reicht nicht, der Familie wird der Strom gesperrt, im Kramerladen wird nicht mehr angeschrieben, der Milchmann stellt seine Lieferungen ein. Als Braddock wieder einmal an den Docks ist, entschließt sich Mae, wie viele Familien in ähnlicher Situation, die kranken Kinder zu Verwandten zu geben. Diese Entscheidung im Alleingang führt zum Streit zwischen den Eheleuten. Jay, der Älteste, hatte beim Metzger eine Salami gestohlen, da er wusste, dass Kinder weggebracht werden, wenn das Essen nicht mehr zum Überleben reicht. Braddock hatte mit dem Jungen zusammen das Diebesgut zurückgegeben und dem Kind versprochen ihn niemals fortzugeben. Nun ist Jays Befürchtung doch wahr geworden.
Braddock sichert das Überleben der Familie durch das Inanspruchnehmen einer Geldsumme aus einem staatlichen Sozialfonds. Am Höhepunkt seiner Verzweiflung geht er sogar in den Club der Boxveranstalter und bettelt dort die Manager um ein Almosen an. Auch Braddocks Manager und Trainer Joe Gould ist da und gibt ihm etwas Geld. Die Familie kann nun wieder zusammen in der kleinen Mietwohnung leben.
Als ein anderer Boxer in letzter Minute kündigt, bietet Gould Braddock an, für einen einzigen – genehmigten – Kampf einzuspringen und ein wenig Geld zu verdienen. Der Kampf ist gegen die Nummer zwei in der Weltrangliste im Schwergewicht, Corn Griffin. Gegen jede Wahrscheinlichkeit erringt Braddock einen Sieg durch K. o. in der dritten Runde. 
Braddock erhält seine Lizenz zurück und Gould gibt ihm Geld, damit er sich ganz dem Boxtraining widmen kann. Mae ist dagegen und glaubt zunächst, Gould möchte ihren Mann ausbeuten, bis sie entdeckt, dass Gould und seine Frau ebenfalls durch die Depression zugrunde gerichtet wurden. Sie haben alle Möbel verkaufen müssen, um Braddocks Training finanzieren zu können.
Braddock kämpft sich durch eine Reihe von Gegnern nach oben – bis zum Kampf um den Weltmeistertitel. Sein Gegner ist Max Baer. Preisgelder haben sich angesammelt. Braddock gibt dem Sozialfonds Geld zurück. Die Presse gibt Braddock, da er aus der Armut zu Ansehen und Ruhm aufgestiegen ist, den Namen „The Cinderella Man“.
Im Kampf gegen den Titelträger Baer ist Braddock ein 10-zu-1-Außenseiter. Nicht nur Mae sieht Braddock in Gefahr: James Johnston, der Veranstalter, zwingt Braddock und Gould, in Gegenwart eines Rechtsanwaltes einen Film von Baer in Aktion zu sehen, um beiden den vollen Umfang des Risikos bewusst zu machen. Zwei Männer waren durch die Wucht von Baers Schlägen im Ring gestorben. Braddock kann die Filmvorführung nutzen, um die Anbahnbewegung von Baers tödlichem Schlag genau zu studieren. 
Am 13. Juni 1935, in einem der größten Überraschungserfolge der Boxgeschichte, besiegt James J. Braddock den scheinbar trainings- und kräftemäßig weit überlegenen Max Baer und wird dadurch Boxweltmeister im Schwergewicht.
Ein Epilog erzählt, dass Braddock zwei Jahre danach seinen Titel an Joe Louis verlor, später weiter als Unternehmer und Maschinenführer an den Docks arbeitete und am Bau der Verrazano-Brücke mithalf, und, dass er und Mae die Boxprämie aus dem Weltmeisterkampf dazu verwendeten, ein Haus zu kaufen, in dem die Familie den Rest ihres Lebens verbrachte.

## Kritik
- film-dienst 18/2005: Der Film ist mehr ein sentimentales Familiendrama als die realistische Hinterfragung einer individuellen und gesellschaftlichen Krisensituation. Moralisch vorprogrammiert und dramaturgisch überraschungslos, fesselt er hauptsächlich durch seine hervorragenden Hauptdarsteller.
- „Das Comeback“ hält geschickt die Balance zwischen Sportlerfilm und Drama und legt einen seiner Schwerpunkte auf Braddocks primärem Ziel und Lebensinhalt: seine Frau und Kinder zu beschützen und zusammenzuhalten. Dafür kämpft er im Ring, das ist seine Motivation. So kommen weder die bis ins Detail perfekt inszenierten, harten Boxszenen zu kurz, noch die zwischenmenschlichen Beziehungen in all ihren Facetten." filmreporter.de[3]

## Darstellung von Max Baer
Der Film wurde insbesondere in den USA für die Darstellung des früheren Schwergewichts-Weltmeisters Max Baer stark kritisiert. So wird Baer für das Drehbuch auf Kosten der historischen Authentizität zu einem Überboxer, der vom krassen Außenseiter Jim Braddock bezwungen wird. Dramaturgisch diente das Überzeichnen von Baers kämpferischer Überlegenheit der Verdeutlichung des eminenten Risikos für Leib und Leben, dem sich der Außenseiter Braddock durch den Kampf mit einem sehr starken Gegner auszusetzen im Begriff war.
Tatsächlich aber kämpfte auch Baer sich während der großen Weltwirtschaftskrise nach zahlreichen Niederlagen mühsam nach oben und war auch nicht der alles überragende Kämpfer, wie er im Film dargestellt wird. Eine derart dominierende Figur sollte erst Box-Legende Joe Louis werden, welcher Max Baer drei Monate nach dessen Kampf gegen  Braddock in der 4. Runde KO schlug und Jim Braddock 1937 den Schwergewichtstitel – durch KO in der 8. – abnahm.
Auch die Darstellung von Baers Charakter ist an einigen Stellen negativ überzeichnet. Nicht im Film thematisiert wird beispielsweise, dass Baer unter dem unglücklichen Totschlag eines seiner Gegner (Frankie Campbell) im Ring sehr stark litt. Der Vorfall war ein großer Bruch in Baers Karriere, von dem er sich sportlich und psychisch nur langsam erholte und durch großzügige Spenden die Kinder des Verstorbenen mit durch das College brachte.
Der Film klammert den religiös-politischen Hintergrund weitgehend aus. Baer kämpfte gegen Braddock mit einem deutlich sichtbaren, auf die Hose aufgestickten Davidstern, den er erstmals in einem früheren Kampf gegen Max Schmeling getragen hatte, um seiner Solidarität mit dem jüdischen Volk und Glauben (sein Vater war jüdischen Glaubens, er selbst nicht) und zugleich seinem Kampf gegen das nationalsozialistische Regime Hitlers Ausdruck zu verleihen. Der Davidstern wird im Film nur sehr kurz sichtbar.
Auch in Bezug auf Braddocks jüdischen Manager Joe Gould wird das Thema religiös-ethnische Zugehörigkeit ausgeklammert.

## Darstellung anderer Boxer
Corn Griffin wird durchaus authentisch als aufkommender Schwergewichtler „auf dem Weg nach oben“ dargestellt, für den Braddock lediglich ein Aufbaugegner sei. Corn Griffin hatte zu diesem Zeitpunkt eine Bilanz von 44 Siegen (24 KO), 11 Niederlagen (3 KO) und 1 Unentschieden und war in seinen letzten 6 Kämpfen zweimal selbst KO gegangen (gegen Buck Everett in der 6. und gegen Bob Godwin in der 4.). Griffin beendete seine Karriere 1938 mit einer Bilanz von 45 Siegen (26 KO), 26 Niederlagen (11 KO) und 1 Unentschieden.

## Hintergrund
- Russell Crowe lernte die Grundlagen des Boxens bei einem Experten für den Boxstil der 20er bis 50er Jahre, der sich vom heutigen Boxsport stark unterscheidet. Ebenso analysierte er die Originalaufnahmen der Kämpfe Braddocks und anderer zeitgenössischer Boxer. Ron Howard sagte dazu, dass Crowe akribisch das Boxen studiert habe, so dass er auch nach den Dreharbeiten Sparringskämpfe und Sandsack-Übungen absolvierte. Crowe hingegen selbst sagte, dass mit  Abschluss des Projektes die aktive Ausübung des Boxsportes für ihn abgeschlossen sei.
- Der offizielle gleichnamige Roman zum Film wurde von Marc Cerasini und Ralf Schmitz geschrieben und erschien im August 2005 im Egmont Ehapa Verlag.

## Auszeichnungen
Bei der Verleihung des Golden Globe, die am 16. Januar 2006 stattfand, waren Russell Crowe und Paul Giamatti als beste Darsteller nominiert. Bei der 78. Oscar-Verleihung, die am 5. März 2006 stattfand, war der Film in drei Kategorien nominiert, ging aber, wie schon zuvor bei den Golden Globes, leer aus.

### Golden Globe 2006
Nominiert in den Kategorien
- Bester Hauptdarsteller – Drama (Russell Crowe)
- Bester Nebendarsteller (Paul Giamatti)

### Oscarverleihung 2006
Nominiert in den Kategorien
- Bester Nebendarsteller (Paul Giamatti)
- Bester Schnitt
- Bestes Make-up